# واکسن آبله

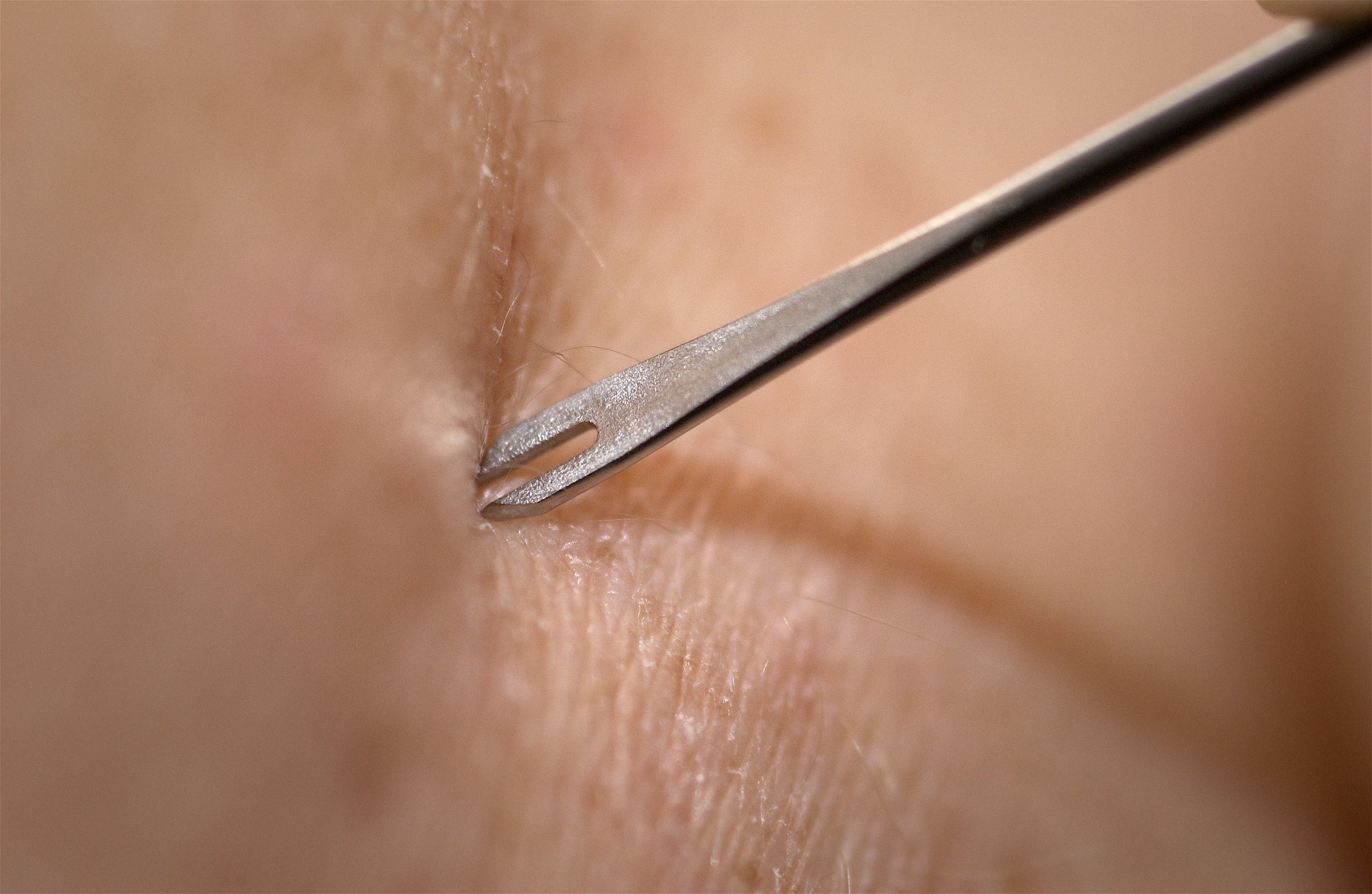
تزریق واکسن آبله توسط سوزن دوشاخه‌ای

واکسن آبله نخستین واکسن موفق بود که در سال ۱۷۹۶ توسط ادوارد جنر کشف شد. او متوجه شد که فرد شیردوشی که قبلاً به آبلهٔ گاوی دچار شده بود، در برابر بیماری آبله مصون است.

## مطالعه بیشتر
- Metzger W, Mordmueller BG (2007).  Metzger, Wolfram (ed.). "Vaccines for preventing smallpox". Cochrane Database Syst Rev (3): CD004913. doi:10.1002/14651858.CD004913.pub2. PMID 17636779.